# Rhodamnia pauciovulata
Rhodamnia pauciovulata är en myrtenväxtart som beskrevs av Gordon P. Guymer. Rhodamnia pauciovulata ingår i släktet Rhodamnia och familjen myrtenväxter.
Artens utbredningsområde är Queensland. Inga underarter finns listade i Catalogue of Life.